# Вилла-Фаральди
Вилла-Фаральди (итал. Villa Faraldi) — коммуна в Италии, располагается в регионе Лигурия, в провинции Империя.
Население составляет 475 человек (2008 г.), плотность населения составляет 49 чел./км². Занимает площадь 10 км². Почтовый индекс — 18010. Телефонный код — 0183.
Покровителем коммуны почитается святой Лаврентий, празднование 10 августа.

## Демография
Динамика населения:

## Администрация коммуны
- Официальный сайт: http://www.comune.villa-faraldi.im.it